# Виртуоз 2
«Виртуоз 2» — художественный фильм режиссёра Чэна Сяодуна. Является продолжением фильма «Виртуоз» с новым составом актёров и экранизацией одного из произведений Цзинь Юна.

## Сюжет
Мастер клинка и его школа боевых искусств решают перебраться на далёкую гору. На прощанье он посещает своих друзей из племени воинственных заклинательниц змей и узнаёт, что на племя напали, а принцессу Инь-Инь, к которой герой испытывает романтические чувства, похитили. Нападение организовал Фонг, злобный дядя Инь-Инь, много лет назад свергнувший её отца и возглавивший их секту. Фонг владеет священным свитком, который учит, как достигнуть совершенства в боевых искусствах. Мастер клинка отправляется на выручку Инь-Инь и её пленённого отца.

## В ролях
| Актёр         | Роль                                         |
| ------------- | -------------------------------------------- |
| Джет Ли       | Лин Хучун / Лин Вучхун                       |
| Бриджит Линь  | Дунфан Бубай / Тунфон Патпай                 |
| Розамунд Кван | Жэнь Инъин / Ям Инъин                        |
| Мишель Рейс   | Юэ Линшань / Нгок Лэнсань / Киддо            |
| Уэйз Ли       | Фубу Цяньцзюнь / Фукпоу Чхинькуань / Хаттори |
| Кэндис Ю      | Шиши / Сиси                                  |
| Чинь Калок    | Юаньфэй Жиюэ / Юньфэй Ят-ют / Сару           |
| Фенни Юнь     | Лань Фэнхуан / Лам Фунвон / Синий Феникс     |
| Ям Сайкунь    | Жэнь Вусин / Ям Нгохан / Ву                  |